# شهاب‌الدین احمد (بازیکن فوتبال)
شهاب الدین احمد (عربی: شهاب الدين أحمد؛ زادهٔ ۲۲ اوت ۱۹۹۰) یک بازیکن فوتبال اهل مصر است.

## باشگاهی
از باشگاه‌هایی که در آن بازی کرده‌است می‌توان به باشگاه ورزشی الاهلی مصر اشاره کرد.

## تیم ملی
وی همچنین در تیم‌های ملی فوتبال زیر 20 سال مصر و زیر 23 سال مصر بازی کرده است.